# Аберастури, Ион
Ион Аберастури Исага (исп. Jon Aberasturi Izaga; род. 28 марта 1989 в Витория-Гастейсе, Испания) — испанский профессиональный шоссейный велогонщик, выступающий за Проконтинентальная велокоманда проконтинентальную команду «Euskadi Basque Country–Murias».

## Достижения
2011
3-й Гран-при Португалии
1-й Этап 1
2014
1-й Этап 1 (КГ) Тур Жиронды
2016
1-й Этап 1 Тур Кореи
1-й Пролог Тур Хоккайдо
3-й Кубок ОАЭ
2017
Тур Таиланда
1-й  Очковая классификация
1-й Этап 3
1-й Этапы 1 & 5 Тур озера Цинхай
1-й Этапы 1 & 4 Тур Кореи
1-й Этап 1 Тур Хайнаня
1-й Этап 2 Тур Японии
1-й Этапы 5 Тур озера Тайху
2018
Вуэльта  Арагона
1-й  Очковая классификация
1-й Этап 1
3-й Кольцо Гечо